# Liberté académique
La liberté académique ou liberté universitaire est la liberté que le personnel universitaire doit avoir en matière de recherche scientifique, d'enseignement et d'expression dans le cadre de sa fonction, sans subir de pressions économiques, politiques ou autres. 
Depuis les années 2010-2020, elle est en net recul sur la planète : selon Le Monde (2024), alors qu'« en 2006, un citoyen sur deux vivait dans une zone de liberté académique, cette proportion est désormais d'un sur trois ». Entre 2014 et 2024, trente-quatre pays ont connu une dégradation significative des libertés des chercheurs et enseignants du supérieur selon 'Academic FreedomIndex. Aux États-Unis, elle est particulièrement attaquée par Donald Trump et son administration, notamment via des décrets ou ordonnances (executive orders) relatifs à l'éducation et à l'enseignement supérieur, restreignant la liberté académique des universitaires et les budgets nécessaires aux disciplines qui ne plaisent pas aux conservateurs.

## Évaluation
La liberté académique, plus ou moins limitée, est parfois difficile à évaluer (notamment dans certains pays très fermés, par exemple en Corée du Nord et dans d'autres autocraties, qui ne fournissent pas de données crédibles ou vérifiables). 
Là où elle peut l'être, elle est évaluée chaque année au moyen d'un index international, issu d'un projet de recherche international, l'Academic Freedom Index. Il évalue « sur une base annuelle, les niveaux de facto [réels] de liberté académique, sans se contenter d'étudier les engagements de jure [légaux] des pays. 
Les universitaires sont-ils libres de faire de la recherche et de la pédagogie ? Peuvent-ils contribuer aux débats publics sur des questions politiquement pertinentes sans craindre ou subir des conséquences négatives ? Quel est le degré d'autonomie des universités ? ». 
Les 5 paramètres de l'index sont :
1. la liberté de recherche et d'enseignement
2. la liberté d'échange et de diffusion universitaires
3. la liberté d'expression académique et culturelle
4. l'autonomie institutionnelle des universités
5. l'intégrité des campus[4].

## Histoire
La liberté académique a constamment évolué dans le temps et selon les pays et gouvernements, au gré notamment des vagues d'autocratisation et de démocratisation. Il y a eu 176 épisodes de déclin de cette liberté, documentés, entre 1900 et 2022.
Au XXe siècle, une première vague de croissance a débuté vers 1945 et a concerné l'après-guerre, suivie d'une seconde période bénéfique initiée vers 1977, qui a duré plus de 30 ans (« la plus grande amélioration de la liberté académique enregistrée depuis 1900 » selon Lars Lott (2023). 
Le 11 novembre 1997, l'Unesco, réuni en séance plénière, se dit « préoccupé par la vulnérabilité de la communauté universitaire à l'égard des pressions politiques indésirables qui pourraient porter atteinte aux libertés académiques », ajoutant que « le droit à l'éducation, à l'enseignement et à la recherche ne peut s'exercer pleinement que dans le respect des libertés académiques et de l'autonomie des établissements d'enseignement supérieur » et si « la libre communication des résultats, des hypothèses et des opinions se trouve au cœur même de l'enseignement supérieur et constitue la garantie la plus solide de l'exactitude et de l'objectivité du développement du savoir et de la recherche ».
Puis une vague de régression semble débuter en 2013 dans les pays autocrates puis rapidement s'étendre dans nombre de démocraties dites libérales, et notamment aux États-Unis depuis le milieu des années 2010 environ.
Selon un rapport (7 mars 2024) publié par une équipe germano-suédoise de chercheurs, basé sur le travail de 2 300 experts nationaux qui évaluent chaque année la liberté des universités et de la recherche dans 179 pays, on assiste depuis les années 2010 à une régression préoccupante de cette liberté. En 2023, seuls 25 pays ont encore un score élevé de liberté académique (14 %), contre 46 pays en 2006 (26 %). De nombreuses universités subissent des baisses chroniques voire massives de budgets et diverses restrictions, des suppressions de postes et de domaines de recherche, une censure sur des sujets jugés politiquement sensibles… Ce rapport présente un indice synthétique global dit « Academic Freedom Index » indiquant que 45,5 % des terriens (environ 3,6 milliards de personnes) vivent dans un environnement dépourvu de liberté académique. Parmi les grands pays les plus touchés figurent la Chine de Xi Jinping, la Russie de Vladimir Poutine et l'Inde de Narendra Modi, mais le rapport alerte aussi sur le décrochage des États-Unis depuis 2019. L'Union européenne n'est pas épargnée (en Hongrie, Viktor Orbán n'a cessé de réduire la liberté académique durant son mandat, entrainant même la fermeture de l'université d'Europe centrale à Budapest en 2019, après avoir en 2017 adopté une loi obligeant cette université à délocaliser la plupart de ses activités en Autriche). La France n'arrive qu'en 25e position dans ce classement, derrière la Belgique, mais néanmoins loin devant les 10 pires États qui sont en la matière (ordre dégressif) : Égypte, Cuba, Turquie, Afghanistan, Émirats Arabes Unis, Iran, Guinée Équatoriale, Tadjikistan, Bahreïn, Syrie, Chine, Arabie Saoudite, Nicaragua, Turkménistan, Biélorussie, Myanmar, Érythrée et Corée du Nord. En 2023, des progrès ont été signalés dans 10 pays (Brésil, Kazakhstan, Monténégro, Rwanda, Fidji, Seychelles, Suriname, Thaïlande, Ouzbékistan, Zambie).
Les changements peuvent être rapides et importants, liés aux gouvernements et ministres en charge des universités et de leurs budgets, et parfois aux mouvements étudiants et citoyens. Ainsi en Argentine, en 1918, ce sont les étudiants de l'université nationale de Córdoba qui ont, avec succès, manifesté pour démocratisation des statuts de l'université, une action qui en a inspiré d'autres en Amérique latine et ailleurs, puis la dictature militaire (1976-1983) a rompu la liberté académique, puis l'Argentine est remontée dans le haut du palmarès mondial pour à nouveau peut-être régresser avec l'élection fin 2023 du président d'extrême droite Javier Milei, qui a refusé d'augmenter le budget des universités en 2024, bien que l'inflation ait atteint 276,2 % sur l'année. Son porte-parole Manuel Adorni, a expliqué que : « (…) L'Argentine est un pays paupérisé avec la moitié de sa population vivant sous le seuil de pauvreté. La science qui n'apporte pas de bénéfice direct pour la société ne sera pas financée », ce qui laisse peu d'espoir à la recherche fondamentale et aux sciences sociales.

### Droit international
Plusieurs organisations internationales ont adopté des textes, à la contrainte variable, pour tenter de définir et faire respecter la liberté académique. La plupart relient la liberté académique à l'autonomie institutionnelle des établissements d'enseignement.
En 1966 et 1997, l'UNESCO avec l'Organisation internationale du travail adopte des recommandations concernant la condition du personnel enseignant qui consacrent notamment la liberté académique. La déclaration de Lima de 1988 pour la World University Service (en) fait référence. En 1988, la Magna Charta Universitatum (en) de l'Université de Bologne est créée et adoptée par plusieurs universités. En 2020, pour l'Organisation des Nations unies, le rapporteur David Kaye (en) définit la liberté académique dans un rapport ; il est aussi indiqué que le Pacte international relatif aux droits civils et politiques et le Pacte international relatif aux droits économiques, sociaux et culturels englobent la liberté académique. En Afrique, avec l'UNESCO, la Déclaration de Kampala sur la liberté intellectuelle et la responsabilité sociale, la Déclaration de Djouba sur la liberté académique et les franchises universitaires et la Déclaration de Dar Es Salaam sur la liberté académique et la responsabilité sociale des universitaires abordent ce thème,.
Le Conseil de l'Europe, rappelant « le rôle crucial qu'ont joué les universités dans la construction d'une tradition de l'humanisme européen et dans le développement des civilisations », s'appuie sur la Magna Charta Universitatum, présentée aux universités en 1988 lors du 900e anniversaire de l'université de Bologne, et signée depuis par environ 600 universités de tous les continents (avec de nouveaux signataires chaque année) pour réaffirmer la liberté académique (dans sa recommandation no 1762 de 2006).

## Au Canada
La liberté académique n'est pas prévue dans la Charte canadienne des droits et libertés. Les provinces peuvent toutefois adopter des lois qui la reconnaissent. Certains arrêts des tribunaux tels que Mckinney c. Université de Guelph ou Barreau du Québec c. Boyer considèrent comme un principe de droit administratif que l'État doit s'abstenir de trop intervenir dans les affaires internes d'une université. 

### Québec
La liberté académique est définie et encadrée par la Loi sur la liberté académique dans le milieu universitaire. Cette loi a été adoptée à la suite des travaux de la Commission Cloutier, laquelle fut créée afin de se pencher sur les questions liées à la liberté académique en réaction, entre autres, à la polémique sur la liberté académique à l'Université d'Ottawa. 
Le législateur a préféré adopter cette loi plutôt que d'inscrire la liberté académique dans la Charte des droits et libertés de la personne. Les libertés académiques inhérentes à une institution universitaire sont par ailleurs reconnues à l'article 3 de la Loi sur l'Université du Québec. 
Au sein même d'une université, les professeurs sont des employés de l'université et sont liés par un contrat de travail avec lien de subordination. Les chargés de cours sont aussi des employés de l'université. Les professeurs qui obtiennent la titularisation ont en principe davantage de sécurité d'emploi, conformément aux règles contenues dans les conventions collectives. Les Chartes des universités reconnaissent généralement la liberté d'enseignement et la liberté de recherche.

## Aux États-Unis
Aux États-Unis, les principes de la liberté académique ont été définis par une déclaration de 1940 de l'American Association of Colleges and Universities.
S'inscrivant dans une longue tradition de liberté d'expression, ils ont longtemps été marqués par la déclaration de principes de l'American Association of University Professors en 1915, la déclaration de 1940 sur les principes de la liberté académique déjà mentionnée, le rapport Kalven de 1967 de l'université de Chicago et le rapport Woodward de l'université Yale de 1974, l'université de Chicago a adopté en 2014 les conclusions d'un rapport, désormais connues comme principes de Chicago, sur la liberté d'expression de la communauté universitaire. Ces principes, promus par la Foundation for Individual Rights in Education, ont été adoptés par une centaine d'institutions américaines.
Mais depuis le milieu des années 2010, et sous les deux périodes d'administration Trump, des mesures concrètes visent à influencer voire censurer l'enseignement supérieur et la recherche : des décrets exécutifs et des politiques de financement sont utilisés pour conditionner l'attribution des fonds fédéraux à une certaine doxa, orientant ainsi la recherche et les contenus enseignés (par exemple « deux ordonnances imposant de renoncer aux politiques de diversité, d’équité et d’inclusion (DEI) ou celle visant à « défendre les femmes contre l’extrémisme des idéologues de genre » qui contraint les agences fédérales à retirer toutes les communications qui feraient la promotion ou qui inculqueraient « l’idéologie du genre » »). Ces dispositifs visent, d'une part, à imposer une certaine vision idéologique et, d'autre part, à réduire l'autonomie des universités en matière de choix académiques et de recherche. Cette instrumentalisation financière sert à éviter ou limiter certaines approches, sujets ou personnes jugées « contraires » à la vision défendue par l'administration Trump et le parti républicain et des entités comme le projet 2025, ce qui a amené de nombreux observateurs à considérer ces mesures comme une atteinte à la liberté académique. 

## En France
La loi Faure de novembre 1968 puis la loi Savary sur l'enseignement supérieur de 1984, incluse en 2000 dans le Code de l'éducation, consacrent de manière fragmentaire le principe de la liberté académique et donc de l'indépendance des chercheurs et de la liberté d'expression. Le Conseil constitutionnel la définit comme un principe fondamental reconnu par les lois de la République et réaffirma ce statut à plusieurs reprises.
« À l'égard des enseignants-chercheurs, des enseignants et des chercheurs, les universités et les établissements d'enseignement supérieur doivent assurer les moyens d'exercer leur activité d'enseignement et de recherche dans les conditions d'indépendance et de sérénité indispensables à la réflexion et à la création intellectuelle. »
— Article L. 123-9 du Code de l'éducation
« Le service public de l'enseignement supérieur est laïque et indépendant de toute emprise politique, économique, religieuse ou idéologique ; il tend à l'objectivité du savoir ; il respecte la diversité des opinions. Il doit garantir à l'enseignement et à la recherche leurs possibilités de libre développement scientifique, créateur et critique. »
— Article L. 141-6 du Code de l'éducation
« Les enseignants-chercheurs, les enseignants et les chercheurs jouissent d'une pleine indépendance et d'une entière liberté d'expression dans l'exercice de leurs fonctions d'enseignement et de leurs activités de recherche, sous les réserves que leur imposent, conformément aux traditions universitaires et aux dispositions du présent code, les principes de tolérance et d'objectivité. »
— Article L. 952-2 du Code de l'éducation
En 2017, la France lance le « programme Pause », qui a déjà permis d'accueillir près de 550 scientifiques venus de 43 pays en 2024, car ils sont en danger dans le leur en raison de leurs recherches (comme Larissa Mies Bombardi, chercheuse empêchée au Brésil de poursuivre ses études sur les effets des pesticides sur la santé).

## Au Royaume-Uni
Répondant à des inquiétudes exprimées depuis 2009 par l'University and College Union, le Parlement britannique a adopté en 2023 une loi dénommée Higher Education (Freedom of Speech) Act 2023, afin de protéger la liberté d'expression sur les campus et de renforcer la liberté académique.